# 色素沉着絨毛結節性滑膜炎
色素沉著絨毛結節性滑膜炎（英語：Pigmented villonodular synovitis）也稱為關節內的腱鞘巨細胞瘤（英語：intra-articular giant-cell tumor of the tendon sheath），是一種關節內膜因發炎和過度生長而產生的關節病變，最終會形成良性腫瘤。通常影響髖關節或膝關節。它可能也會發生在肩、肘、踝、手或腳。患者的關節內膜（滑膜）會腫脹並生出異物。這種生長會傷到關節附近的骨骼。關節內膜還會產生過多的關節液，造成關節腫脹並使活動時產生疼痛及活動受限。PVNS 的病因不明，雖然它與之前曾受傷有關，但並無家族性，也不與任何工作或活動有關。滑膜切除手術可能有效，但復發率高。復發率依 PVNS 的類型、局部或瀰漫性而有所不同；一般而言，局部型 PVNS 更易於完全切除。若會持續疼痛放射線療法或化學療法可能會有效。最壞的情況，必須進行關節置換術或截肢。